# Autostrada A6 (Luxemburg)
Autostrada A6 (luxemburgheză: luxemburgheză Autobunn A6), numită și autoroute d'Arlon, este o autostradă care leagă Luxemburgul de Belgia. Începe la Croix de Gasperich, un nod rutier situat în sudul orașului Luxemburg, și se termină la Windhof (Koerich), unde traversează granița belgiană și se alătură autostrăzii belgiene A4.

## Istoric
Construcția autostrăzii A6 a început în 1970.
Primul tronson dat în folosință în 1976 este cel dintre Croix de Cessange și nodul rutier Strassen. Doi ani mai târziu, în 1978, este conectată la Croix de Gasperich. În cele din urmă, în 1982, autostrada este extinsă până la frontiera cu Belgia, finalizând astfel întregul traseu.
Darea în folosință:
- 1976: Tronsonul Strassen – Leudelange (ieșirea 4 – A4)
- 1978: Tronsonul Leudelange – Hespérange (A4 – A1/A3)
- 28 06 1982: Frontiera belgiană – Strassen (A4 belgiană – ieșirea 4)

## Traseu
| De la granița cu Belgia până la A1, Autostrada Arlon este o secțiune gratuită administrată de Administrația Podurilor și Șoselelor. | |            |
| A4 E25 | |            |
| | Frontiera dintre Belgia și Luxemburg.                                                                                   |            |
| A6 E25 | |            |
| | Pod peste Eisch. |            |
| 1 - Steinfort | Orașe deservite: Steinfort, Dippach, Garnich.                                                                           | RN13       |
| | Zonă de servicii: Capellen-Sud (sens Steinfort → Luxembourg) ; Capellen-Nord (sens Luxembourg → Steinfort).             |            |
| 2 - Mamer | Orașe deservite: Mamer, Capellen.                                                                                       | RN6        |
| | Viaductul Mamer (252 m).                                                                                                |            |
| 3 - Bridel | Orașe deservite: Kopstal, Kopstal-Bridel.                                                                               | CR181      |
| 4 - Strassen | Orașe deservite: Luxemburg-centru, Strassen.                                                                            | RN6        |
| 5 - Helfenterbruck | Orașe deservite: Luxemburg-Merl, Bertrange, Parc industrial.                                                            | RN34 E44   |
| A6 E25 E44 | |            |
| Croix de Cessange | Nod rutier între A4 și A6: Luxemburg-centru, Luxemburg-Hollerich; Leudelange, Mondercange-Pontpierre, Esch-sur-Alzette. | A4         |
| Croix de Gasperich | Nod rutier între A3 și A6: Luxemburg-gară, Hespérange; Roeser-Livange, Dudelange, Metz.                                 | A3 E25 E29 |
| A6 E25 E44 | |            |
| A1 E29 E44 | |            |